# Kiril Ivkov
Kiril Lozanov Ivkov (Pernik, 21 de junho de 1946 – 24 de maio de 2025) foi um futebolista e treinador búlgaro que atuou como defensor. Reconhecido por sua liderança em campo e solidez defensiva, destacou-se no Levski Sofia e na Seleção Búlgara de Futebol. Foi eleito o Futebolista Búlgaro do Ano em duas ocasiões consecutivas, em 1974 e 1975.

## Carreira como jogador
Ivkov iniciou sua trajetória profissional no Metalurg Pernik em 1962. Em 1965, transferiu-se para o Minyor Pernik, onde disputou 63 partidas. Em 1967, chegou ao Levski Sofia, clube em que se tornaria ídolo e capitão, jogando por 11 temporadas e conquistando diversos títulos nacionais.
Ao longo de sua carreira no Levski, acumulou 293 jogos pelo campeonato búlgaro, marcando nove gols. Seu último clube foi o Etar Veliko Tarnovo, onde atuou entre 1978 e 1979 antes de se aposentar dos gramados.

### Títulos como jogador
Levski Sofia
- Campeonato Búlgaro: 1967–68, 1969–70, 1973–74, 1976–77
- Copa da Bulgária: 1969–70, 1970–71, 1975–76, 1976–77

## Seleção nacional
Ivkov estreou pela Seleção Búlgara de Futebol em 1968. Representou o país em 44 partidas, marcando um gol. Participou dos Jogos Olímpicos de Verão de 1968, realizados na Cidade do México, onde conquistou a medalha de prata. Também integrou a equipe búlgara na Copa do Mundo FIFA de 1974, na Alemanha Ocidental.
Foi capitão da seleção búlgara em diversas ocasiões e é lembrado por sua disciplina tática e liderança.

### Títulos com a seleção
Bulgária
- Medalha de prata nos Jogos Olímpicos de 1968

## Carreira como treinador
Após encerrar sua carreira como jogador, Ivkov tornou-se treinador, atuando em vários clubes búlgaros. Iniciou como auxiliar técnico da seleção nacional e, posteriormente, comandou equipes como:
- Levski Sofia – 1985–1986
- Osam Lovech – 1988–1989
- Sliven – 1991–1992
- Spartak Varna – 1993
- Etar Veliko Tarnovo – 1998–1999

No comando do Levski Sofia, conquistou a Copa da Bulgária na temporada 1985–86.

### Título como treinador
Levski Sofia
- Copa da Bulgária: 1985–86

## Prêmios individuais
- Futebolista Búlgaro do Ano: 1974, 1975

## Falecimento
Kiril Ivkov faleceu em 24 de maio de 2025, aos 78 anos, em Sófia, capital da Bulgária. Sua morte causou grande comoção no país, sendo lembrado como uma das maiores lendas do futebol búlgaro.